# Spoorlijn Seesen - Herzberg

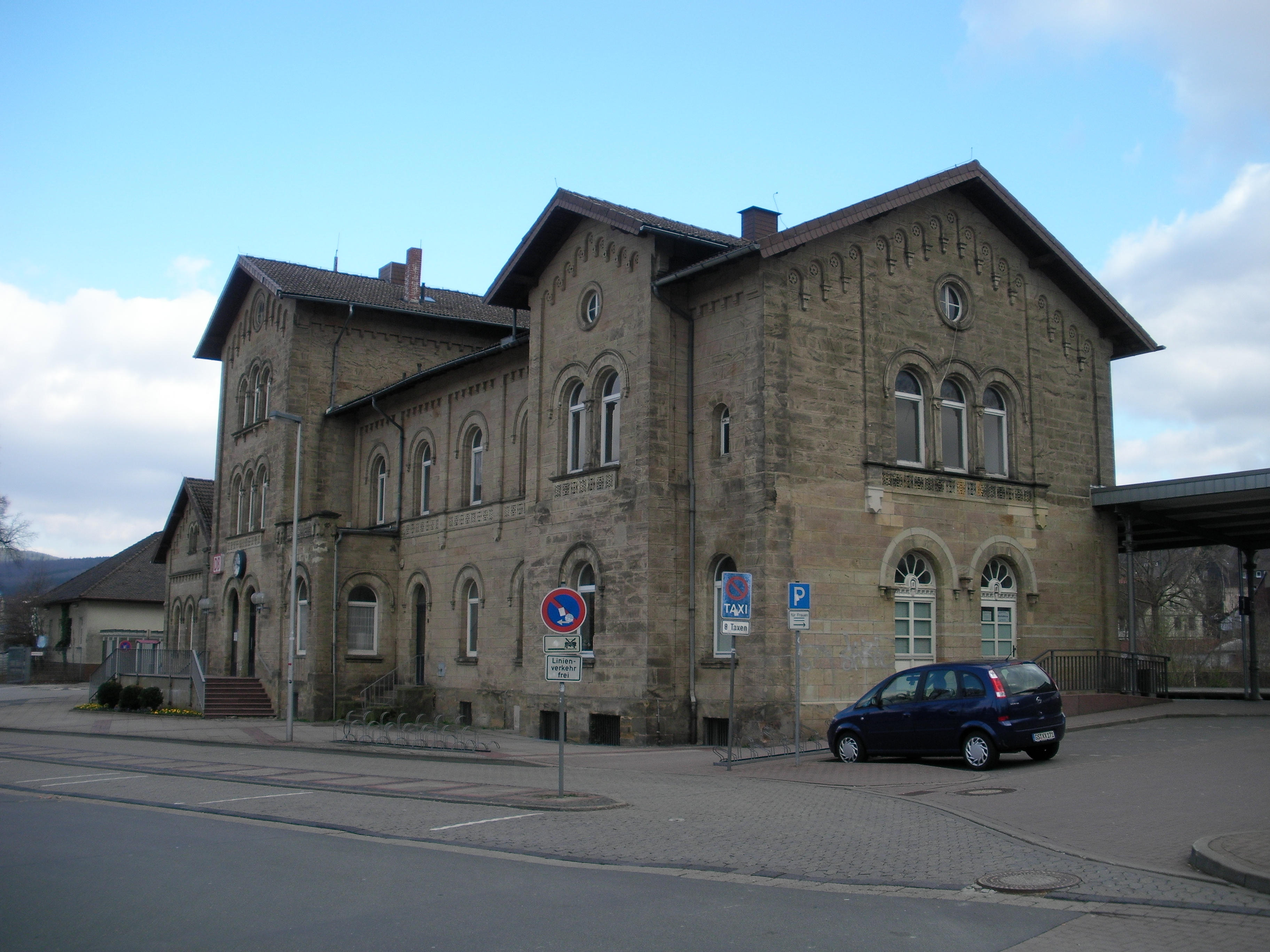
Station Seesen (2011)

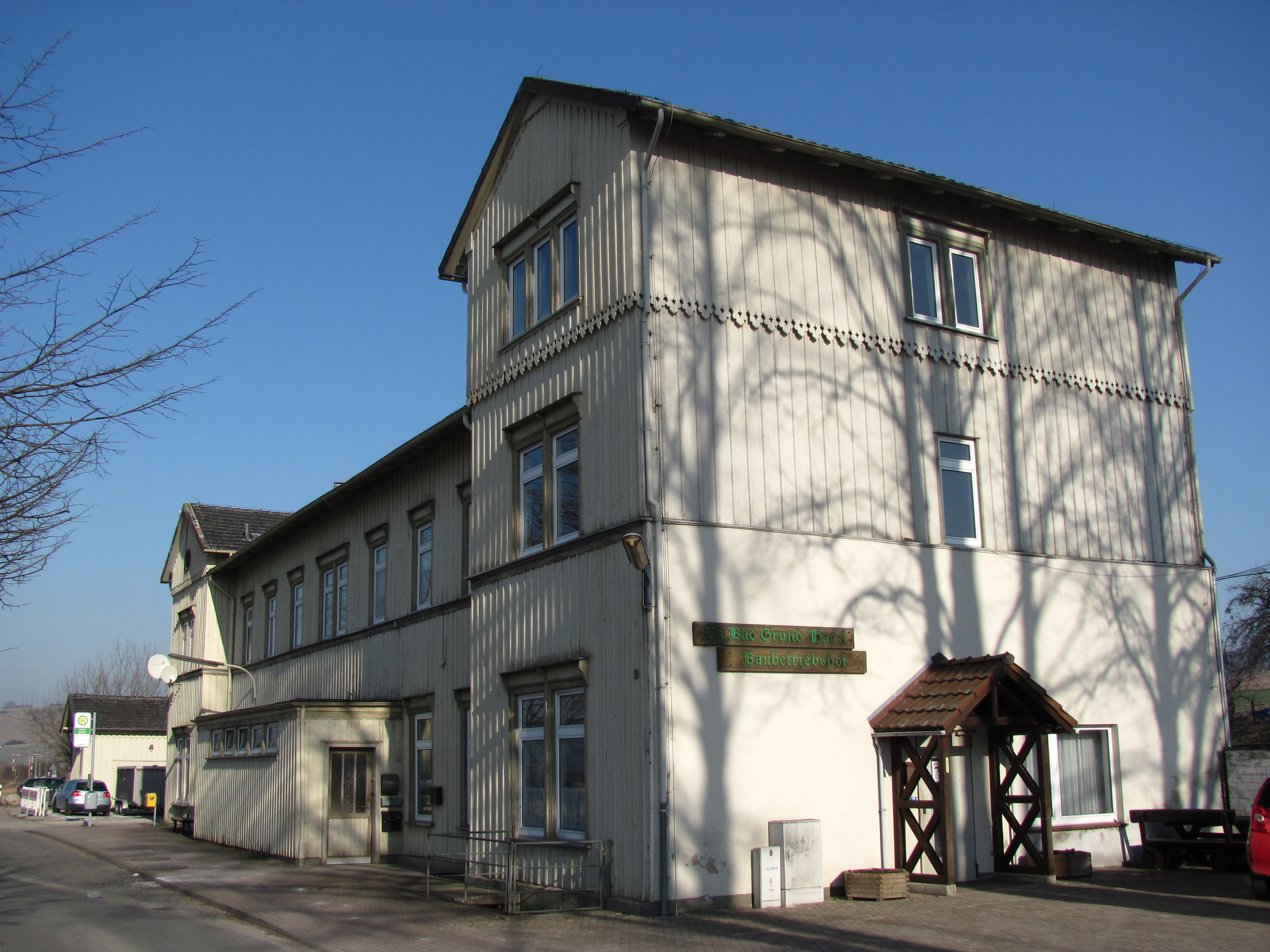
Station Gittelde/Bad Grund (Harz) (2012)

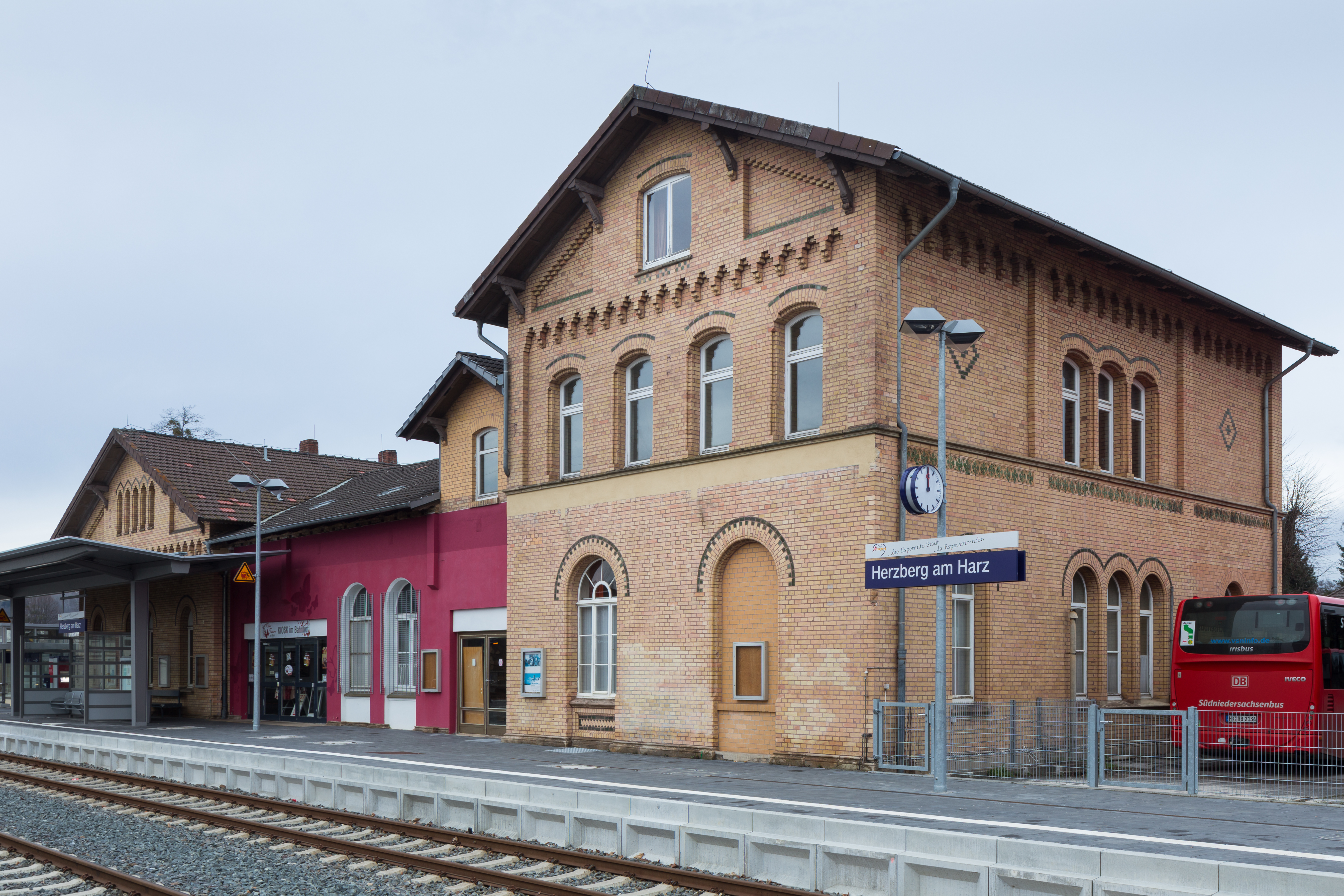
Station Herzberg (Harz) (2016)

De spoorlijn Seesen - Herzberg, beter bekend als Westharzstrecke, ook wel Westharzbahn genoemd, is een 32 kilometer lange, enkelsporige, niet geëlektrificeerde lokale spoorlijnen is als spoorlijn 1812 onder beheer van DB Netze. De lijn loopt langs de westrand van de Harz en ontsluit de stad Osterode am Harz en de gelijknamige Landkreis. Hij is onderdeel van de kortste verbinding tussen Braunschweig en Erfurt. Treinkruisingen vinden door de gebruikelijke symmetrietijd kort voor het hele uur in Gittelde plaats, bij vertraging wordt er gekruist in Münchehof. Over de gehele lengte loopt de lijn parallel aan de Bundesstraße 243, die ook de lijn meerdere male kruist. Ten noorden van Münchehof volgt ook de Bundesstraße 242 de spoorlijn.

## Geschiedenis
De lijn werd als verbinding tussen de spoorlijnen Northeim - Nordhausen (Südharzstrecke) en Salzgitter - Kreiensen (Braunschweigische Südbahn) op 10 oktober 1870 tussen Herzberg en Osterode geopend. Op 1 september 1871 volgde het laatste deel tot Seesen. De lijn was als langeafstandsverbinding gepland, de onderbouw was voorbereidt op dubbelspoor. Zo is bijvoorbeeld bij de brughoofden van de Sieberbrug duidelijk te zien dat deze breder zijn aangelegd voor een tweede spoor. De lijn bleef alleen van bovenregionaal belang.
Begin jaren '90 stond de Westharzstrecke op de nominatie om gesloten te worden. Door de regionalisering in 1996 nam door de herinvoering van het weekendverkeer en het opzetten van een vaste dienstregeling het reizigersaantal toe. Zo reed er in 2004 op de spoorlijn elke twee uur de verbinding Braunschweig - Bad Lauterberg im Harz, waarvoor treinen van het type Baureihe 628 werd gebruikt. De halte Gittelde Nord werd gesloten, het station Gittelde werd gerenoveerd en hernoemd in Gittelde/Bad Grund (Harz). In 2004 werden twee nieuwe haltes in Osterode (Osterode am Harz Leege en Osterode am Harz Mitte) geopend, die de ongunstig gelegen haltes vervingen.
Met de sluiting van de lijn naar Bad Lauterberg werd het aanbod op deze lijn vergroot. Vanaf december 2005 wordt voor de exploitatie treinstellen van het type LINT gebruikt. Gelijktijdig werden de parallellen busverbindingen afgebouwd toen op de spoorlijn een uurfrequentie werd ingevoerd.

## Exploitatie
Voor de exploitatie op de spoorlijn wordt gebruikgemaakt van LINT-treinstellen, deze rijden van Braunschweig Hbf via Salzgitter-Ringelheim, Seesen, Münchehof en Osterode am Harz naar Herzberg am Harz. Deze treinen rijden voornamelijk eenmaal per uur en op zondag tweemaal per uur. In Herzberg is er aansluiting op de treinen naar Nordhausen en Göttingen via Northeim.
| Serie | Treinsoort                   | Route                                                               | Bijzonderheden                  |
| ----- | ---------------------------- | ------------------------------------------------------------------- | ------------------------------- |
| RB 46 | Regionalbahn (DB Regio Nord) | Braunschweig Hbf – Salzgitter-Ringelheim – Seesen – Herzberg (Harz) | 1x per twee uur in het weekend. |

## Planning
De Westharzstrecke zal op middellange termijn worden voorzien van elektronische treinbeveiliging die wordt aangestuurd vanuit de treindienstleiderspost in Göttingen.

## Aansluitingen
In de volgende plaatsen is of was er een aansluiting op de volgende spoorlijnen:
Seesen
DB 1823, spoorlijn tussen Derneburg en Seesen
DB 1940, spoorlijn tussen Helmstedt en Holzminden
Gittelde/Bad Grund (Harz)
lijn tussen Gittelde en Bad Grund
Herzberg (Harz)
DB 1810, spoorlijn tussen Northeim - Nordhausen
DB 1813, spoorlijn tussen Herzberg en Siebertal
DB 6717, spoorlijn tussen Bleicherode Ost en Herzberg